# Classe Arihant
Pour les articles homonymes, voir ATV.
La classe Arihant (sanskrit : अरिहन्त:, français : « tueur d'ennemis »), anciennement connue sous le nom de code Advanced Technology Vessel ou ATV, est une classe de sous-marins nucléaires lanceurs d'engins indigènes de la marine indienne. La tête de classe, l'INS Arihant, premier d'une série annoncée en 2012 de cinq bâtiments, a été lancée le 26 juillet 2009.

## Caractéristiques
Les caractéristiques et le design extérieur de ce sous-marin sont, en 2009, inconnus du grand public. Aucune photo claire n'a été publiée lors de son lancement.
La classe Arihant est supposée dériver de la classe de sous-marins lanceurs de missiles de croisière de conception soviétique Charlie II, dont l’Inde a loué un exemplaire à l'Union soviétique de janvier 1988 à janvier 1991 (le K43, rebaptisé INS Chakra).
Le design du sous-marin, d’un déplacement en surface de 6 000 à 7 000 tonnes, ressemble à celui du sous-marin nucléaire russe de la classe Borei de 18 000 t. Sa surface est inégale et sa double-coque est recouverte de tuiles anéchoïques, le kiosque se situant à l'avant du bâtiment.
Des informations ont cependant été communiquées quant au réacteur à eau pressurisée qui équipe le bâtiment. Selon le chef du programme indien de l’énergie atomique, Anil Kakodkar, le réacteur, décrit comme « compact » a été testé au Centre de recherche atomique Indira Gandhi de Kalpakkam depuis 2006.

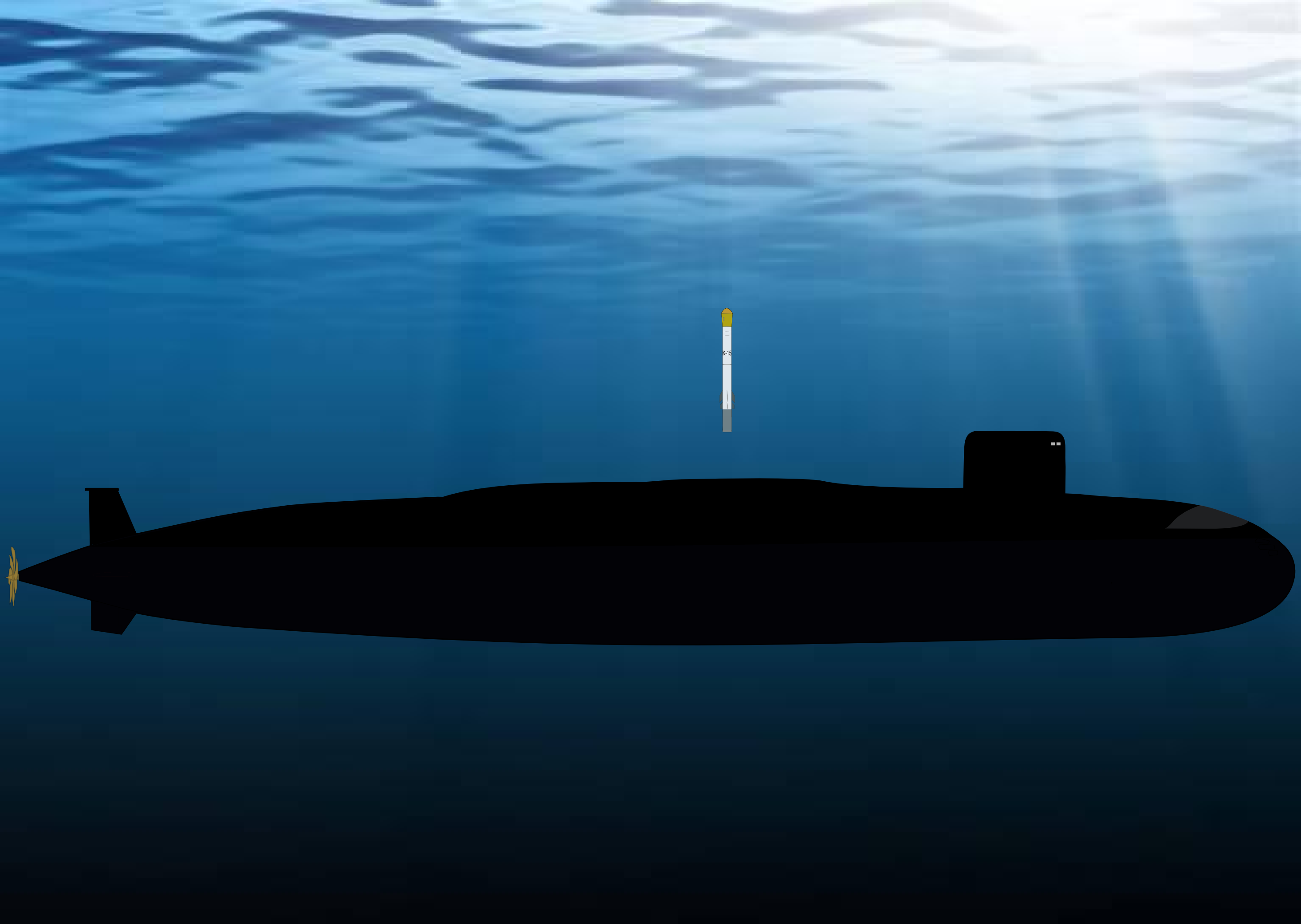
Vue d'artiste du lancement d'un missile balistique Sagarika depuis un sous-marin de classe Arihant.

La classe Arihant, possédant quatre silos à missiles, sera armée, à partir du deuxième bâtiment, de quatre missiles mer-sol balistiques stratégiques Agni-III/K-14 de 20 tonnes, d'une portée de 3 500 kilomètres et pouvant emporter une charge militaire d'une tonne, actuellement en développement, et pour la tête de série, de douze missiles mer-sol K-15 Sagarika, un engin de 10 tonnes, long de 10 mètres et présentant un diamètre de 1 mètre, capable d'emporter une charge conventionnelle de 500 kilos ou une tête nucléaire, de 750 km de portée, dont le premier tir a eu lieu sous l'égide de la DRDO le 26 février 2008, à raison de trois engins par tube lance-missiles vertical. Ce programme est estimé à trois milliards de dollars américains le 26 février 2008.
Le 3e bateau en cours de construction en 2021 fait environ 130 m de long soit 20 m de plus que les précédents. Il semble qu'il dispose de huit puits de lancement en une seule rangée.

## Historique

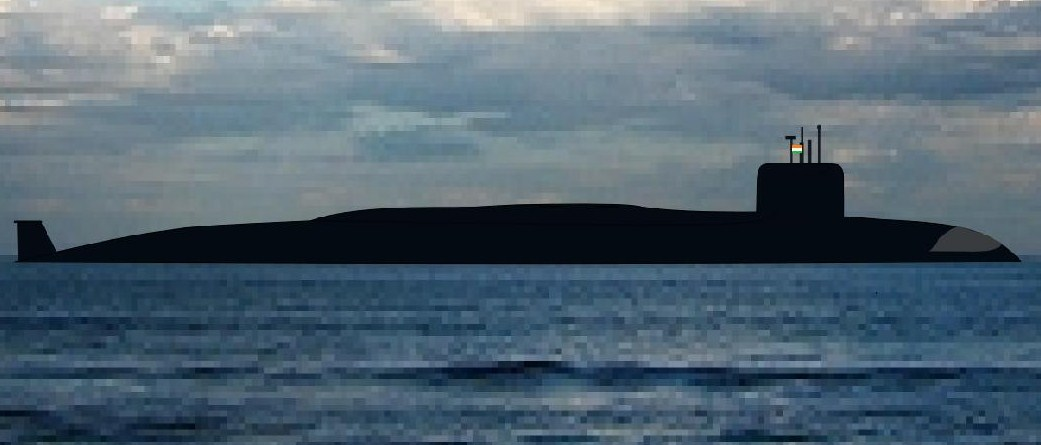
Le INS Arihant en mer.

Comme le note Eric Arnett, chercheur au Stockholm International Peace Research Institute, « l'histoire et l'intérêt de SNA pour la stratégie maritime indienne suggèrent que la présence des États-Unis dans l'océan Indien a été une grande motivation pour le programme de SNA. Plus tôt encore, y compris dans les années 1950, les SNA sont considérés par les planificateurs indiens comme un moyen d'établir une présence lointaine dans les eaux indonésiennes et chinoises ». L'approbation de la construction d'un sous-marin nucléaire lanceur d'engins remonte à 1970, sous le gouvernement d'Indira Gandhi, et le projet est développé localement dès 1974, relancé en 1985, puis, avec l'assistance soviétique, à partir de 1989. « La livraison de l'INS Chakra, un sous-marin nucléaire d'attaque (SNA) de classe Charlie, à l'Inde en janvier 1988 est un événement qui a attiré une attention accrue sur les programmes navals indiens. Étant donné que l'Inde opérait une flotte sous-marine depuis la fin des années 1960, cet événement a été interprété comme un changement majeur dans les capacités indiennes et comme l'évidence de l'intention de l'Inde de développer sa supériorité navale sur les pays limitrophes de l'océan Indien », constate Ian Anthony, du SIPRI. « Dès début 1984, l'on rapporte des discussions avec l'Union soviétique sur la fourniture de navires plus avancés, éventuellement à propulsion nucléaire, et l'entraînement d'équipages indiens en Union soviétique. À la fin 1984, l'Union soviétique était apparemment prête à proposer à l'Inde des sous-marins d'un design nouveau en grand nombre (...), ce qui fut interprété plus tard comme de nature à permettre à l'Inde d'accéder aux sous-marins nucléaires ». En 1996, le projet ATV est rapporté comme étant gelé, en raison de problèmes financiers (285,7 millions de dollars ont déjà été dépensés sur le projet et la DRDO estime qu'il nécessite 714,3 millions de plus pour être achevé d'ici 2001) et de la pression des États-Unis, de l'Union européenne et de l'ASEAN, selon le ministre des Affaires étrangères indien Pranab Mukherjee. En novembre 2005, ce dernier, s'exprimant alors en tant que ministre de la Défense devant la commission intergouvernementale russo-indienne, déclare que la partie russe lui a assuré un transfert de technologie pour la construction de l'ATV, ce que la Russie ne verrait pas d'un mauvais œil pour contrer l'influence chinoise. Cependant, le retard dans la location du SNA Nerpa de classe Akula, voire le refus du leasing, devrait considérablement ralentir le programme ATV. L'Inde aurait sollicité l'aide de la France dans la mise en place du projet ATV, sans que cette information ait été confirmée côté français.
Le lancement de ce premier navire, prévu en 2008 pour fin janvier 2009, a finalement eu lieu le 26 juillet 2009 en présence du Premier ministre de l'Inde Manmohan Singh, lors du dixième anniversaire de la victoire indienne lors du conflit de Kargil. Il devait subir à l'origine deux ans d'essais avant d'entrer en service actif mais le délai s'est allongé, le temps que le réacteur atteigne sa masse critique. Avec celui-ci, l'Inde devient le sixième État à construire des sous-marins à propulsion nucléaire.
En juillet 2013, la divergence du réacteur nucléaire de l’Arihant a lieu, et à l’issue d’une série d’essais à la base navale de Vishakhapatnam, dans le golfe du Bengale, il prend la mer pour la première fois.
La mise en service de l'Arihant avec douze missiles K-15 Sagarika est prévue pour 2015 quand ce missile balistique sera opérationnel. Le deuxième sous-marin de cette classe a été mis sur cale en mai 2011 pour une entrée en service actif alors annoncée pour 2015 puis reportée à 2016 avant d'être en essais en mer début 2020 pour une entrée en service prévue en 2022 finalement annoncé le 29 août 2024 par le ministre indien de la défense Rajnath Singh.
Les sous-marins nucléaires auront pour base l'INS Varsha.
Il devrait être armé directement de quatre K-4.

## Incidents
Le journal indien The Hindu a révélé en janvier 2018 que l’Arihant était immobilisé depuis dix mois après avoir été inondé lors d’une immersion. L’eau a envahi le compartiment moteur du submersible alors qu’il se trouvait à quai, dans le port de Visakhapatnam, sans faire de victimes mais en causant de sérieux dégâts matériels.
Selon la marine indienne, un marin aurait laissé une écoutille ouverte au moment où le sous-marin s’apprêtait à plonger ; certains observateurs remettent cette version en doute, en particulier compte-tenu de l'inexistence d'une écoutille à l'endroit indiqué (au-dessus du réacteur nucléaire assurant la propulsion), et du caractère peu probable de l'inexistence d'un dispositif de sécurité contrôlant la fermeture de celle-ci sur un sous-marin ayant coûté plus d'1,8 milliard d'euros.